# Daniel Hänichen

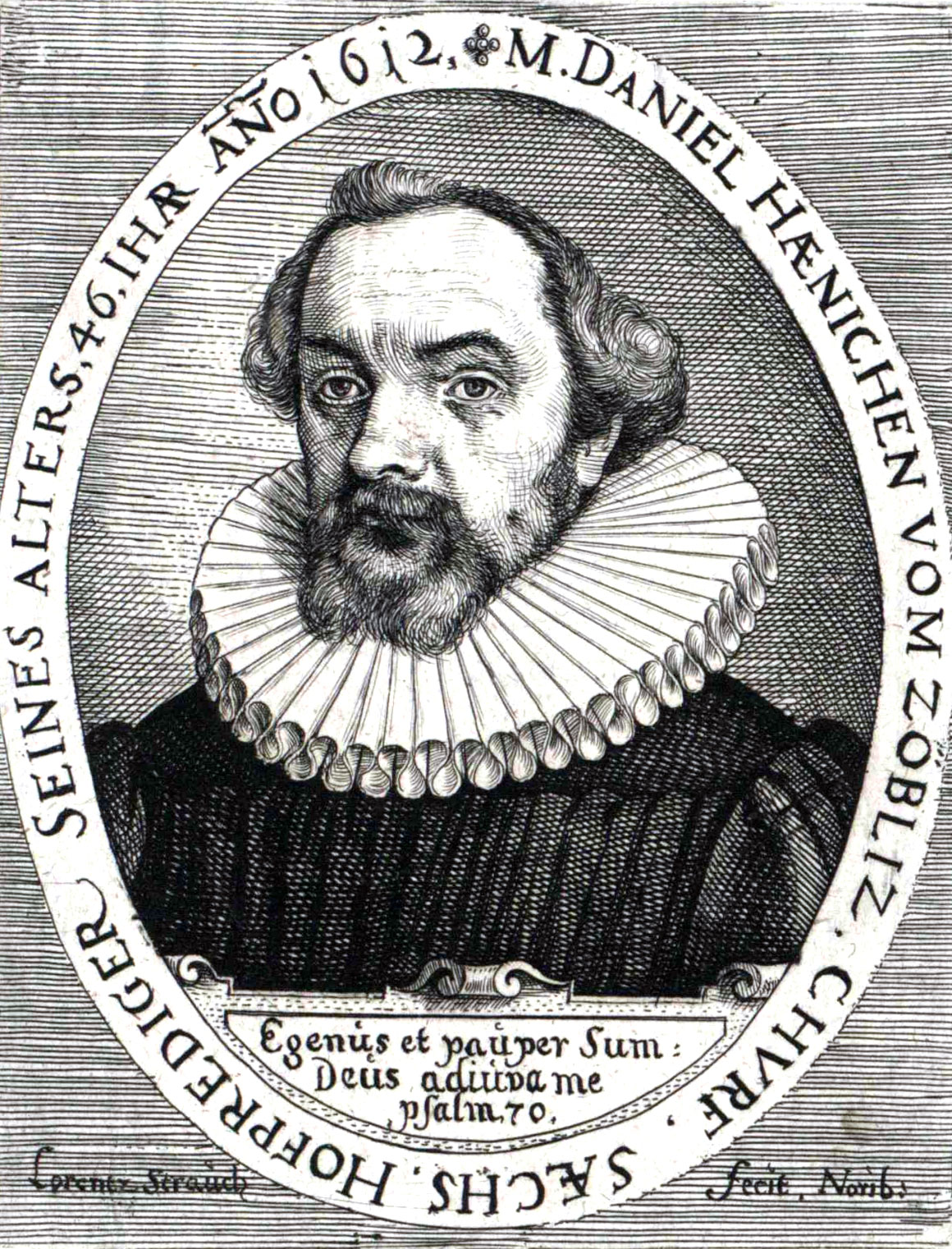
Daniel Hänichen
(Lorenz Strauch 1612)

Daniel Hänichen (auch: Heinich, Gallicus; * 13. März 1566 in Zöblitz; † 2. Oktober 1619 in Prag) war ein deutscher Lehrer und lutherischer Theologe.

## Leben
Daniel Hänichen war ein Sohn des in Zöblitz tätigen Pfarrers Kasper Gallicus (auch: Hänichen; * 1521; † 26. Juli 1591) und seiner Frau Ursula Pfeiffer († 4. Oktober 1577). Die ersten Grundlagen seiner Bildung wurden an der Grundschule seines Geburtsortes gelegt. Sein Vater schickte ihn zur weiteren Ausbildung nach Marienberg, Freiberg, Braunschweig und Hannover. Nachdem er sich an letzteren Ort drei Jahre aufgehalten hatte, immatrikulierte er sich im Wintersemester 1584 an der Universität Leipzig. Dort verfolgte er philosophische und theologische Studien. Am 22. Januar 1588 wechselte er an die Universität Wittenberg, wo er sich am 19. März 1588 den akademischen Grad eines Magisters der Philosophie erwarb.
Nachdem er weitere Studien an der Universität Helmstedt absolviert hatte, übernahm er um 1589 die Stelle des Rektors der Schule seines Geburtsortes. Im Januar 1592 wechselte er daselbst auf die Pfarrerstelle. Noch im selben Jahr zog er als Diakon nach Marienberg. 1600 avancierte er zum Pfarrer in Mittweida. 1602 wurde er Oberpfarrer und Superintendent in Annaberg-Buchholz. Er wurde am 2. Oktober 1610 zum 3. Hofprediger nach Dresden berufen, wo er 1613 zum 2. Hofprediger aufstieg. Wegen eines anhaltenden Konflikts mit dem ersten Hofprediger Matthias Hoë von Hoënegg ging er 1618 als Hofprediger des Grafen Peter von Schwanberg nach Prag. Von dort aus wirkte er auch als Theologe der evangelischen Stände im Königreich Böhmen. Im darauffolgenden Jahr starb er. Der Begräbnisgottesdienst für ihn fand in der Dreifaltigkeitskirche der deutschsprachigen Lutheraner statt.

### Familie
Hänichen verheiratete sich am 11. Februar 1592 in Mittweida mit Elisabeth Flier (* 13. November 1570; † 16. September 1617), der Tochter des Ratsherrn in Mittweida Hans Flier und der Christina Günther († 1573 in Oederan). Aus der Ehe gingen zehn Kinder hervor, vier Söhne und sechs Töchter. Von den Kindern überlebten zwei Söhne und zwei Töchter die Mutter und den Vater. Von den Kindern kennt man:
- Elisabeth Hänichen ⚭ 1621 mit N.N.
- Daniel Hänichen (* Annaberg) Som.-Sem. 1613 Uni. Leipzig (dep.), 29. November 1623 Uni. Wittenberg, 16. März 1630 Mag. phil. ebd.,
- Samuel Hänichen (* Marienberg), 1610 kurf. Stipendium, 03.1612 Uni. Wittenberg